# وودویل (میسیسیپی)
وودویل (به انگلیسی: Woodville) شهرکی در ایالت میسیسیپی کشور ایالات متحده آمریکا است که جمعیت آن در سرشماری سال ۲۰۱۰ میلادی، ۱٬۰۹۶
نفر بوده‌است.